# Нордерланд

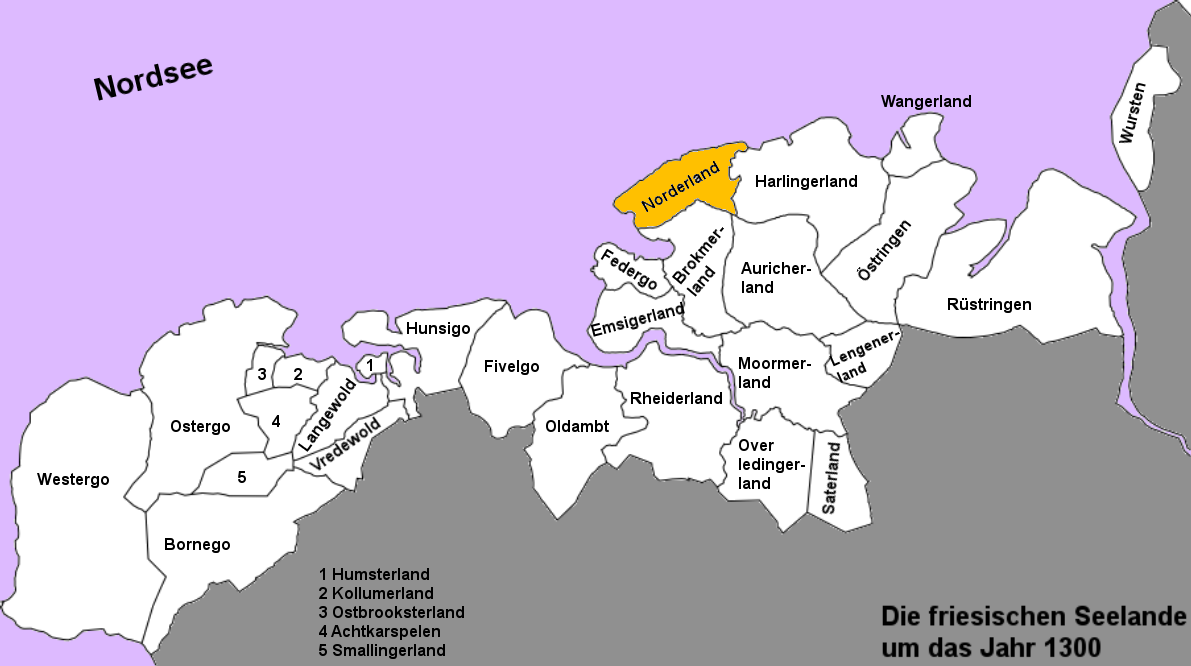
Территория фризских земель около 1300 года

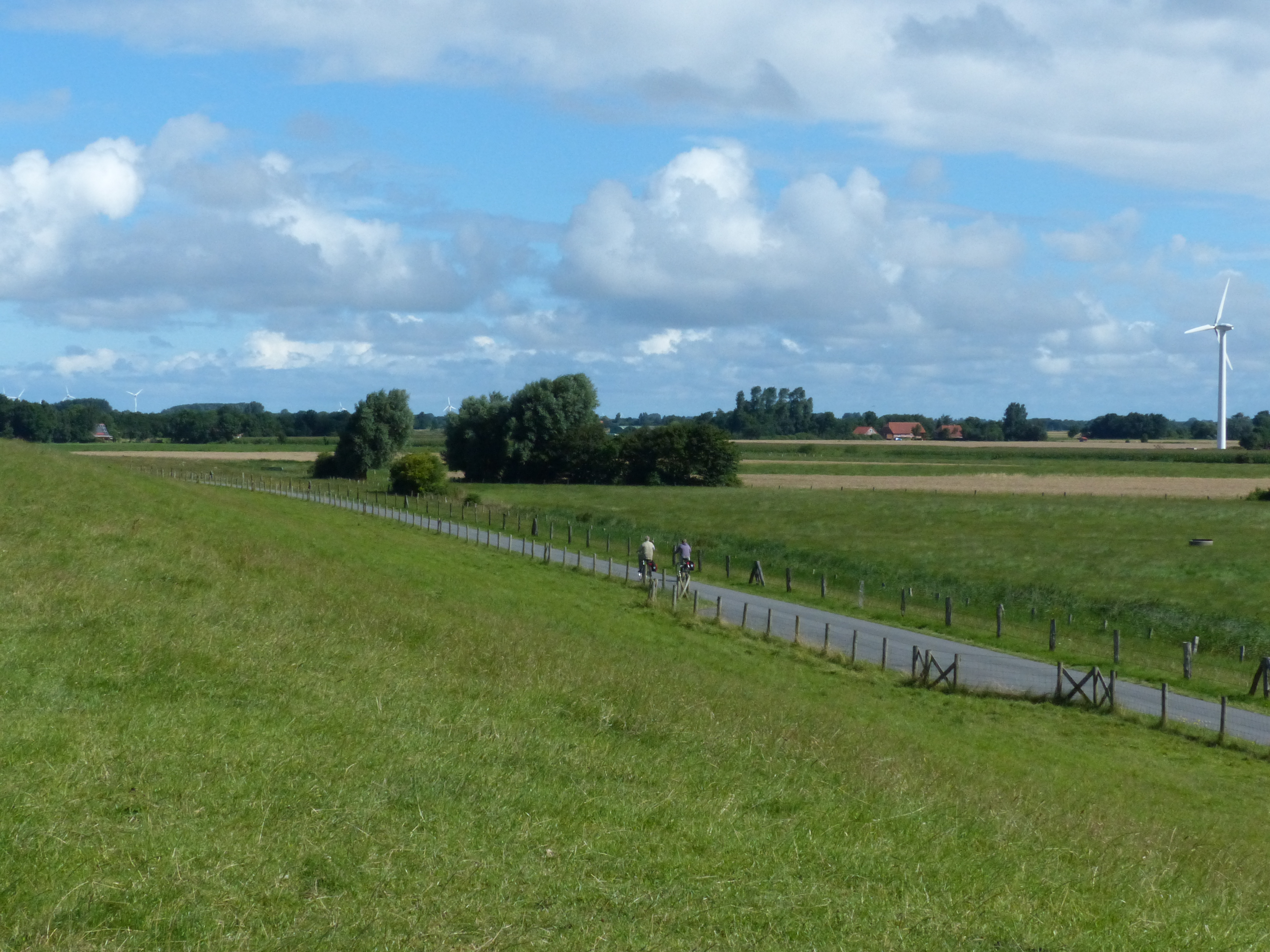
Вид с дамбы Лейбухт на восток в сторону Нордерланда

Нордерланд — это историческая область, расположенная в северо-западной части Восточной Фризии на берегу Ваттового моря, которая охватывает обширную территорию вокруг города Норден. Нордерланд граничит с Харлингерландом на востоке и с Брокмерландом на юге.
В настоящее время на территории Нордерланда находятся коммуны Норден, Гросхайде, совместное сообщество Хаге и большая часть коммуны Дорнум. Иногда термин Нордерланд также используется для обозначения территории бывшего района Норден, но исторически он также включает части Брокмерланда и Эмсигерланда.
Название региона происходит от главного города Норден, название которого, в свою очередь, этимологически связано с понятием «север»: др.-фриз. north, др.-сакс. norð.
На 1150 год территория была окраиной гау Норденди, которое примерно охватывало территории, которые в Высоком Средневековье назывались Нордерланд, Аурихерланд и Харлингерланд. В XI и XII веках господство франкских графов было в значительной степени подорвано фризами, и гау Норденди распалось. Эти события привели к образованию Нордерланда с региональным центром в Нордене.